# Moab (Utah)
Moab je správní město okresu Grand County ve státě Utah. K roku 2018 zde žilo 5 322 obyvatel. S celkovou rozlohou 12,42 km² byla hustota zalidnění 429 obyvatel na km². Moab byl založen roku 1878 mormonskými osadníky a pojmenován podle biblického Moábu. Jako město byl začleněn v roce 1902. Podnebí je zde polopouštní až pouštní. Srážek spadne ročně přibližně 240 mm a jsou rovnoměrně rozloženy. Ekonomika Moabu je založená na turistice, protože nedaleko se nacházejí dva národní parky – Národní park Arches a Národní park Canyonlands. Je také populární destinací pro jezdce na horských kolech a off-roadery, kteří v krajině mají své trasy.